# Comando Cobra
O Comando Cobra foi um grupo de policiais da Costa Rica condenados em 1996 por atrocidades como assassinato e estupro contra populações indígenas.
O grupo policial pertencia a Guarda de Assistência Rural, formado na Escola das Américas antes de a Costa Rica deixar de enviar membros da Força Pública para treinar lá. Realizava operações antidrogas em Talamanca (um cantão com uma das maiores populações indígenas costarriquenhas, que é também o cantão mais pobre e rural do país), com foco na luta contra os cultivos de maconha. O nome "Comando Cobra" nunca foi oficial, mas um apelido autoimposto. Eles foram acusados do assassinato de Víctor Julio Trejos e Rolando Watson e do estupro das irmãs Melania e Casimira Martínez Morales, todos de etnia indígena, ocorridos entre 19 e 21 de fevereiro de 1992, além de outros delitos como roubo e privação agravada da liberdade. Na chefia do grupo estava Mínor Masís Artavia e o vice-chefe Manuel Sarmiento Argüello.
Em maio de 1996, o Tribunal Penal Superior de Limón condenou Masís a 42 anos de prisão por homicídio e estupro, Sarmiento a 32 anos pelos mesmos crimes e Ricardo Alberto Alvarado Garro a 5 anos de prisão por estupro. Os oito membros restantes foram absolvidos do crime de privação de liberdade e roubo qualificado por cumprirem ordens de Masís e Sarmiento e por não terem sido acusados de outros delitos.
Na sentença, o juiz que presidiu o caso afirmou que Masís e Sarmiento demonstraram "atitudes vis que se refletem de forma palpável no tratamento dispensado aos indígenas, na arrogância com que agiram e no desprezo generalizado pelos mínimos valores humanos" e que "tratava-se de ações criminosas de pessoas sem a capacidade profissional ou a qualidade humana ou moral necessária para ter agido corretamente". Além das penas de prisão, os três condenados tiveram que pagar indenizações milionárias às vítimas e seus familiares, e o Estado também foi sancionado a pagar solidariamente pelos crimes.
Em 2019, Masís (que teria saído da prisão graças a um benefício judicial que reduziu sua pena para 25 anos) foi novamente preso pelas autoridades devido ao seu envolvimento com o grupo paramilitar subversivo de extrema direita Frente Patriota 7 de Julho.